# Ochthoeca leucophrys
Ochthoeca leucophrys là một loài chim trong họ Tyrannidae.